# Emma Johansson (basketspelare)
Emma Johansson, född den 28 augusti 2003 i Jönköping, är en svensk basketspelare som spelar för collegelaget California Baptist University. Hon representerar även det svenska damlandslaget och är uttagen till den svenska truppen inför europamästerskapen i basketboll 2025.